# Asian Sunrise
ロマンチック・レビュー『Asian Sunrise』（アジアン・サンライズ）は宝塚歌劇団花組で上演されたレビュー作品。ロマンチック・レビュー第13弾。22場。作・演出は岡田敬二。
併演作品は『ルートヴィヒII世』。

## 概要
このレビューはアジアをテーマに取り上げられ、沖縄、インドネシア、中国、タイ等のアジア各地の文化、歴史が散りばめられている。続編に『ASIAN WINDS! - アジアの風 -』が2005年に同じ花組で上演された。
宝塚では黒澤だりあ、東京では匠ひびきが休演した。

## 公演期間と公演場所
- 2000年11月10日 - 12月18日　宝塚大劇場[3]
- 2001年2月17日 - 3月25日　東京宝塚劇場[5]

## 場面
※配役は宝塚のもの。
第一章　オープニング
- 音楽：吉崎憲治
- 振付：羽山紀代美

沖縄ロック風の若々しい弾んだ三味線の音で緞帳が上がる。巨大な白い帆を背に青い衣装の男と鮮やかな色の女達がエネルギッシュに歌い踊る。やがて、若衆頭が中心で歌い出すと、赤いアジアの太陽が昇る。
- アジアンボーイA - 匠ひびき、伊織直加、楓沙樹、高翔みず希、春野寿美礼、瀬奈じゅん
- アジアンガールA - 貴柳みどり、渚あき、鈴懸三由岐、百花沙里、舞風りら、ふづき美世
- アジアンシンガー - 愛華みれ
- アジアンガールS - 大鳥れい

第二章　サンライズ・タカラヅカ
- 音楽：吉崎憲治
- 振付：羽山紀代美

「Asian Sunrise」のテーマ曲を歌う。
- サンライズの歌う青年 - 愛華みれ

第三章　幻想のバリ
- 音楽：甲斐正人
- 振付：室町あかね

美しく哀愁を帯びたガムランの音が流れる。苔むした石像と石段のあるバリ寺院。光の精が神を讃えてケチャ・ダンスを踊る。雷鳴が轟くと石の寺院からラーマ王子とシータ姫が登場。民俗楽器の音楽で踊る。
- シバ - 伊織直加
- ブラフマ - 楓沙樹
- ビシュヌ - 鈴懸三由岐
- バリの歌手 - 渚あき
- 光の精A - 高翔みず希、舞風りら、舞城のどか
- ラーマ王子 - 愛華みれ
- シータ姫 - 大鳥れい
- 「ブンガワン・ソロ」を歌うバリの青年 - 春野寿美礼

第四章　精気昇華（中国）
- 音楽：吉崎憲治
- 振付：大鳳真陽、閻仲珩

京劇風の音楽。14人の鼓架子と14人の蘭花が、貴人を歓迎して踊る。貴公子が登場し、弓を持った妃達と踊る。
- 大蘭、貴妃 - 大鳥れい
- 碧蝶 - 匠ひびき
- 閻妃 - 渚あき
- 宮妃 - 百花沙里
- 虞妃 - 舞風りら
- 柳妃 - 彩乃かなみ
- 陽太子 - 愛華みれ

第五章　タイのロイヤルパーティー
- 音楽：高橋城
- 振付：大谷盛雄

イギリスの若い海軍士官がバンコクに着いた喜びを歌う。場所はタイのロイヤル・パレス。王様（チュラロンコン）を囲んで紳士・淑女が踊る。花のランタンに灯が入ると、さらに宴が盛り上がる。
- 歌うオフィサーS - 瀬奈じゅん
- ヤング・オフィサー - 彩吹真央、花央レミ、蘭寿とむ、壮一帆、愛音羽麗
- チュラロンコン - 愛華みれ
- アユタヤ - 大鳥れい
- タプティム - 渚あき
- 紳士S - 匠ひびき
- タマサート - 伊織直加

第六章　サンライズ・アゲイン（アジアン・パワー）
- 音楽：甲斐正人
- 振付：羽山紀代美

中国・北京の天安門広場の朝。太極拳をする人等、町のさんざめきが聞こえる。その雑踏の中から青年が現れ、アジアの若い力を歌い、人々が唱和する。
- アジアンシンガー - 匠ひびき
- アジアンダンサーA - 伊織直加、楓沙樹、高翔みず希、春野寿美礼、眉月凰、瀬奈じゅん
- 太極拳の男S - 夏美よう

<間奏曲>　世界は日の出を待ってる
- 音楽：宮原透
- 振付：御織ゆみ乃

青年と淑女による「世界は日の出を待っている」のデュエット。
- 歌う青年 - 愛華みれ
- 歌う淑女 - 大鳥れい

第七章　夜来香のロケット
- 音楽：高橋城
- 振付：大谷盛雄

スイング風にアレンジされた「夜来香」のメロディーにのせ、チャイナドレスの娘のラインダンス。
第八章　フィナーレ
- 音楽：高橋城
- 振付：御織ゆみ乃

「蘇州夜曲」にのって、デュエットダンスが踊られる。やがて、パレードになる。
- 歌う紳士S、フィナーレの紳士S - 愛華みれ
- 踊る淑女S、フィナーレの淑女S - 大鳥れい
- 歌う紳士1 - 春野寿美礼
- フィナーレの紳士S2 - 匠ひびき
- フィナーレの紳士S3 - 伊織直加
- フィナーレの淑女S2 - 渚あき
- フィナーレの紳士A - 楓沙樹、春野寿美礼、瀬奈じゅん、彩吹真央
- エトワール - 彩乃かなみ

## 専科所属者による出演
- 匠ひびき（宝塚大劇場のみ）[3]
- 伊織直加[3]

## 出演者（主な人物は配役も含む）

### 宝塚
- アジアンシンガー、サンライズの歌う青年、ラーマ王子、陽太子、チュラロンコン、歌う青年、歌う紳士S、フィナーレの紳士S - 愛華みれ[3]
- アジアンガールS、シータ姫、大蘭、貴妃、アユタヤ、歌う淑女、踊る淑女S、フィナーレの淑女S - 大鳥れい[3]
- アジアンボーイA、碧蝶、紳士S、アジアンシンガー、フィナーレの紳士S2 - 匠ひびき[3]
- アジアンボーイA、シバ、蝶恋、アジアンダンサーA、フィナーレの紳士S3 - 伊織直加[3]
- アジアンガールA、バリの歌手、閻姫、タプティム、フィナーレの淑女S2 - 渚あき[3]
- アジアンボーイA、ブラフマ、蝶恋、アジアンダンサーA、フィナーレの紳士A - 楓沙樹[3]
- アジアンボーイA、バリの歌う青年、アジアンダンサーA、歌う紳士1、フィナーレの紳士A - 春野寿美礼[3]
- アジアンボーイA、歌うオフィサーS、アジアンダンサーA、フィナーレの紳士A - 瀬奈じゅん[3]

他、宝塚歌劇団花組生徒

### 東京
- アジアンシンガー、サンライズの歌う青年、ラーマ王子、陽将軍、チュラロンコン、歌う青年、歌う紳士S、フィナーレの紳士S - 愛華みれ[4]
- アジアンガールS、シータ姫、大蘭、貴妃、アユタヤ、歌う淑女、踊る淑女S、フィナーレの淑女S - 大鳥れい[4]
- アジアンボーイA、シバ、碧蝶、タマサート、アジアンダンサーA、フィナーレの紳士S2 - 伊織直加[4]
- アジアンボーイA、ブラフマ、蝶恋、アジアンシンガー、フィナーレの紳士A - 楓沙樹[4]
- アジアンボーイA、バリの歌う青年、紳士S、アジアンダンサーA、歌う紳士1、フィナーレの紳士3 - 春野寿美礼[4]
- アジアンボーイA、歌うオフィサーS、アジアンダンサーA、フィナーレの紳士A - 瀬奈じゅん[4]

他、宝塚歌劇団花組生徒

## スタッフ
※氏名の後ろに「宝塚」、「東京」の文字がなければ両公演共通。
- 作・演出：岡田敬二[8]
- 作曲[9]・編曲[9]：吉崎憲治、高橋城、甲斐正人、宮原透
- 編曲[4]：鞍富真一（東京）、脇田守（東京）
- 音楽指揮：佐々田愛一郎（宝塚）[3]、清川知己（東京）[4]
- 振付[3]：羽山紀代美、大谷盛雄、室町あかね、御織ゆみ乃、大鳳真陽、閻仲珩（鳳仙功舞踊団）
- 装置：大橋泰弘[3]
- 衣装：任田幾英[3]
- 照明：勝柴次朗[3]
- 歌唱指導：楊淑美[3]
- 音響：加門清邦[3]
- 小道具：伊集院撤也[3]
- 効果：木多美生[3]
- 訳詞：平野恵子[3]
- 演出助手[3]：大野拓史、小柳奈穂子
- 振付助手：若央りさ[3]
- 装置補：新宮有紀[3]
- 衣装補：河底美由紀[3]
- 小道具補：谷田祥一[3]
- 舞台進行：濱野文宏[3]
- 舞台美術製作：株式会社 宝塚舞台[3]
- 演奏：宝塚オーケストラ（宝塚）[3]
- 演奏コーティネート：ダット・ミュージック（東京）[4]
- 制作：木村康久[3]
- 制作・著作：宝塚歌劇団